# Navagraha
Les Navagraha (les neuf saisisseurs, Kuyô en japonais) sont les planètes et phénomènes astronomiques qui dans le système cosmologique indien sont supposés influencer les destinées humaines comme le cours de la nature (végétation, marées...).
Ils sont souvent représentés ensemble sur le linteau de la porte d'entrée du temple. Dans les premières représentations, ils n'étaient que sept, n'intégrant pas Râhu et Ketu et formant alors les Saptagraha.

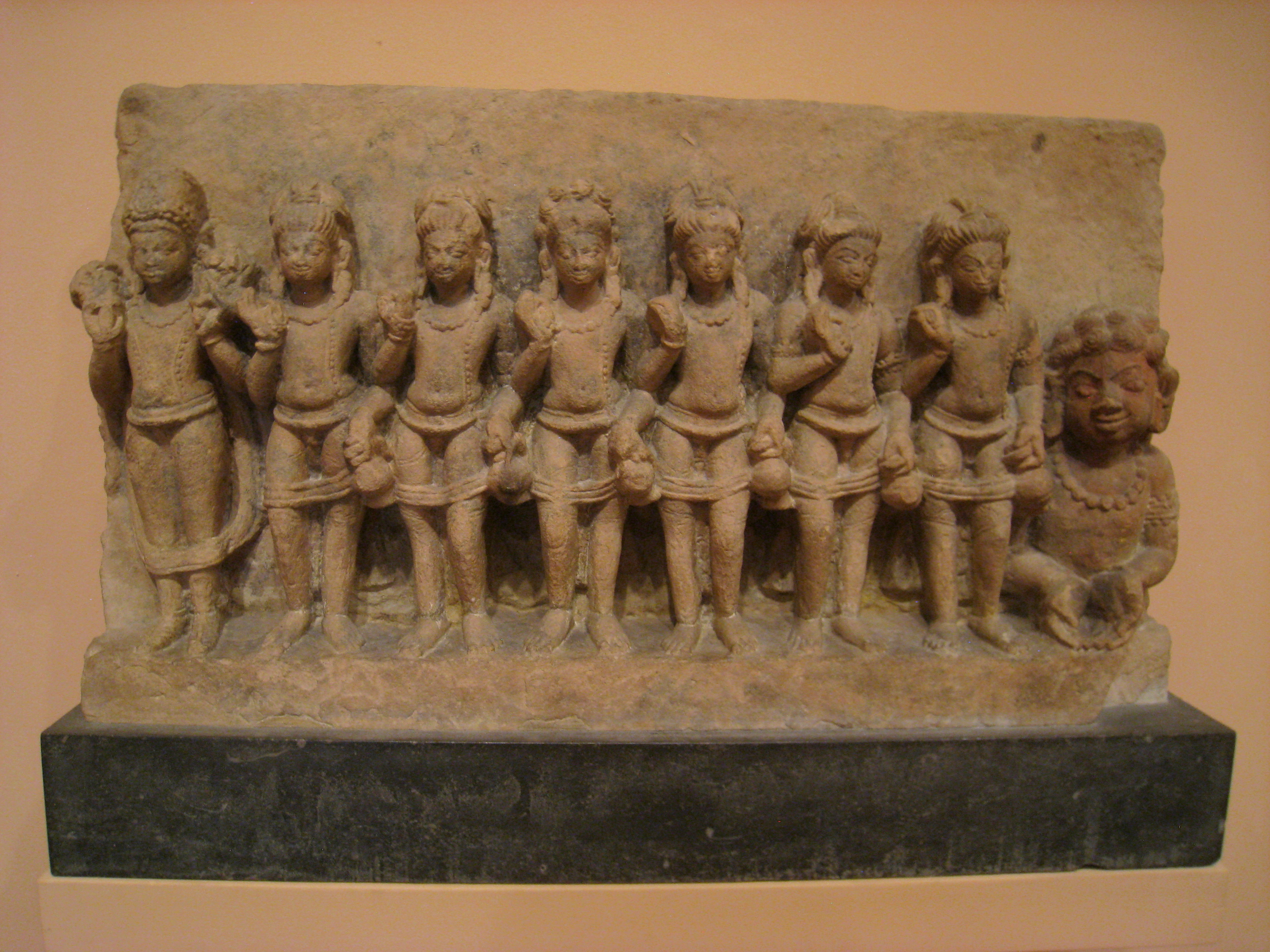
Les Navagrahâ, relief provenant de l'Uttar Pradesh, musée d'art de Worcester (Massachusetts)

On les trouve en Inde comme dans les pays dits indianisés, notamment au Cambodge. Toutefois, les Navagrahâ khmers diffèrent parfois de ceux que l'on trouve en Inde, les divinités ne faisant pas systématiquement partie des planètes. De ce fait, on les désigne alors sous le terme plus générique de navadeva. 
Les Neuf saisisseurs de la tradition indienne sont :
- Sûrya : le Soleil
- Chandra : la Lune
- Mangala : Mars
- Budha : Mercure
- Brihaspati : Jupiter
- Shukra : Vénus
- Shani : Saturne
- Râhu : nœud ascendant de la Lune
- Ketu : nœud descendant de la Lune